# Dexipo de Cos
Dexipo de Cos (llamado Dioxipo en algunas fuentes) fue un médico, discípulo de Hipócrates, que vivió en el siglo IV a. C. y escribió varios tratados sobre medicina: uno sobre medicina en general y dos sobre los pronósticos, que no se han conservado. Defendió la opinión de Platón de que parte de los líquidos pasaban por los pulmones. Según la Suda, fue llamado a la corte del rey de Caria, Hecatomno, para que curara a su hijo, pero Dexipo se negó a ir hasta que el rey dejara de hacer la guerra a su patria, la isla de Cos. Es citado por Plutarco, por Aulo Gelio y por el autor del llamado Anónimo londinense.